# 피르 볼그
피르 볼그(아일랜드어: Fir Bolg)는 아일랜드 신화에서, 고대 아일랜드에 살았다고 하는 민족이다. 이들은 과거 에린 땅을 지배했던 네메드 민족의 후손이다. 네메드가 에린을 버리고 유럽 다른 곳들로 이주해 갔는데, 이 중 그리스 땅에 정착했던 네메드 민족의 후예가 피르 볼그이고, 이들이 나중에 무주공산이 된 에린으로 돌아왔다는 것이다. 피르 볼그는 얼마간 에린을 지배하다가 네메드의 또다른 후예인 투어허 데 다넌에게 축출된다.

## 개괄
피르 볼그는 9세기 문헌인 《브리튼인의 역사》에 처음 언급되며, 여기서는 부일크(Builc)라고 불린다. 그들에 대한 보다 상세한 정보는 "모이 투라 전투"와 《에린 침략의 서》에서 찾을 수 있다. 여기서 피르 볼그는 네메드의 후예라고 한다. 네메드는 피르 볼그보다 앞서 에린에 살았던 민족이었는데, 서른 명만 남기고 모조리 죽게 되었다. 이들 서른 명은 에린을 탈출해 도망쳤는데, 이들 중 한 무리는 "세계의 북쪽"으로, 한 무리는 브리튼으로, 한 무리는 그리스로 갔다고 한다. 세계의 북쪽으로 간 자들은 투어허 데 다넌이 되었고, 그리스로 간 자들은 피르 볼그가 되었다. 《에린 침략의 서》는 피르 볼그는 그리스인들의 노예가 되어 점토 배낭을 옮기는 일을 해야 했다고 하며, 여기서 "배낭의 남자"라는 뜻으로 "피르 볼그"라는 이름이 붙었다고 한다. "모이 투라 전투"에서는 그들이 바위투성이의 척박한 땅에 살도록 강요당했으나 엄청난 양의 흙을 쏟아붓는 개간 끝에 비옥한 땅으로 만들어 살았다고 한다. 230년 동안의 노예 생활(또는 압제) 끝에 그들은 이스라엘인들이 이집트를 탈출했을 때와 같은 때 그리스를 탈출했다. 피르 볼그는 이베리아반도를 향해 항해했고 이어 에린 땅에 닿았다고 한다. 피르 볼그에는 다섯 명의 영주가 있었기에 에린 땅을 다섯 개로 나누었다. 간 막 델라는 먼스터 북부를, 센간 막 델라는 먼스터 남부를, 겐난은 코노트를, 루드라거 막 델라는 얼스터를, 슬라이너 막 델라는 렌스터를 먹었다. 이들 영주는 지고왕의 위를 만들고 이후 37년 동안 아홉 명의 지고왕이 에린을 다스렸다. 최후의 피르 볼그 지고왕인 오하드 막 에르크는 완벽한 성군의 표본이었다고 한다.
37년 뒤, 투어허 데 다넌이 에린에 도착했다. 데 다난의 왕 누아다는 피르 볼그에게 에린의 절반을 달라고 요구했으나, 피르 볼그의 왕 오하드는 거부했다. 이에 두 세력은 발가탄(Balgatan) 고개에서 4일 밤낮을 맞붙으니 이것이 모이 투라 전투이다. 이 전투에서 피르 볼그의 장사인 스렝이 누아다에게 일기토를 신청했다. 칼을 한 번 휘두름으로써 스렝은 누아다의 오른팔을 잘라냈다. 하지만 피르 볼그는 끝내 패배했고, 그들의 왕 오하드는 모리안에게 살해당했다. 스렝이 분투하여 겨우 완전한 멸족만은 면할 수 있었다.
일부 문헌에서는 피르 볼그는 에린 땅에서 도망친다. 또다른 문헌에서는 데 다난이 피르 볼그에게 에린 땅의 4분의 1을 내주었고, 피르 볼그는 코노트에서 살게 되었다고 한다. 하지만 이후로 피르 볼그는 신화에 거의 등장하지 않는다.

## 해석
이 이야기는 역사가 아닌 신화로 받아들여지고 있다. 피르 볼그 이야기의 창작자들은 아일랜드가 로마 또는 이스라엘과 견줄 만한 장구한 역사를 가지고 있다는 의도로 이야기를 만들어낸 것으로 보인다. 노예 상태에서 벗어나 "약속된 땅"으로 거대한 항해를 떠난다는 점에서 피르 볼그는 기독교 신화의 이스라엘 민족을 떠오르게 한다. 이교의 신들인 투어허 데 다넌은 "신"이 아니라 다만 마법을 쓸 수 있는 민족인 것처럼 묘사되었다.
"피르 볼그"라는 이름은 벨가에족과 관련이 있을 것으로 생각된다. 벨가에족은 갈리아 북부에 살던 종족들이다. T. F. 오라일리(T. F. O'Rahilly)는 피르 볼그가 실제 역사의 벨가에족이며 그들이 고대 아일랜드에 도래했음이 사실이라고 주장한다.

## 피르 볼그의 군주
1. 슬라이너 막 델라
2. 루드라거 막 델라
3. 간 막 델라, 게난 막 델라
4. 센간 막 델라
5. 피어허 켄핀난
6. 린날 막 게난
7. 포브겐 막 센간
8. 오하드 막 에르크